# Прокешова, Зузана
Зузана Прокешова (чеш. Zuzana Prokešová; род. 11 июля 1950, Прага) — чехословацкая гребчиха, выступавшая за сборную Чехословакии по академической гребле в 1970-х годах. Победительница и призёрка первенств национального значения, участница летних Олимпийских игр в Монреале.

## Биография
Зузана Прокешова родилась 11 июля 1950 года в Праге.
Впервые заявила о себе в академической гребле на международном уровне в сезоне 1975 года, когда вошла в состав чехословацкой национальной сборной и выступила на чемпионате мира в Ноттингеме, где в зачёте рулевых парных четвёрок стала седьмой.
Благодаря череде удачных выступлений удостоилась права защищать честь страны на летних Олимпийских играх 1976 года в Монреале, где впервые была представлена программа женской академической гребли. Вместе с напарницей Милуше Неффеовой финишировала на предварительном квалификационном этапе четвёртой, затем через дополнительный отборочный заезд прошла отбор в утешительный финал В, где в конечном счёте показала второй результат. Таким образом, расположилась в итоговом протоколе соревнований на восьмой строке.
После монреальской Олимпиады Прокешова больше не показывала сколько-нибудь значимых результатов в академической гребле на международной арене.